# مرتضى كاشي
مرتضى كاشي (بالفارسية: مرتضی کاشی) هو لاعب كرة قدم إيراني في مركز الدفاع، ولد في 4 مايو 1981 في إيران. شارك مع منتخب إيران تحت 20 سنة لكرة القدم ومنتخب إيران لكرة القدم. أما مع النوادي، فقد لعب مع نادي بيكان ونادي صبا قم.

## وصلات خارجية
- مرتضى كاشي على موقع الاتحاد الدولي (مؤرشف)  (الإنجليزية)
- مرتضى كاشي على موقع قاعدة بيانات كرة القدم.إي يو (الإنجليزية)